# 霍伊巴赫
霍伊巴赫（德語：Heubach，發音：[ˈhɔʏbax] ⓘ）是德国巴登-符腾堡州斯图加特行政区奥斯特阿尔布县的城市，面积25.78平方千米，2023年12月31日人口为10,105人。